# 天狗 (中國)

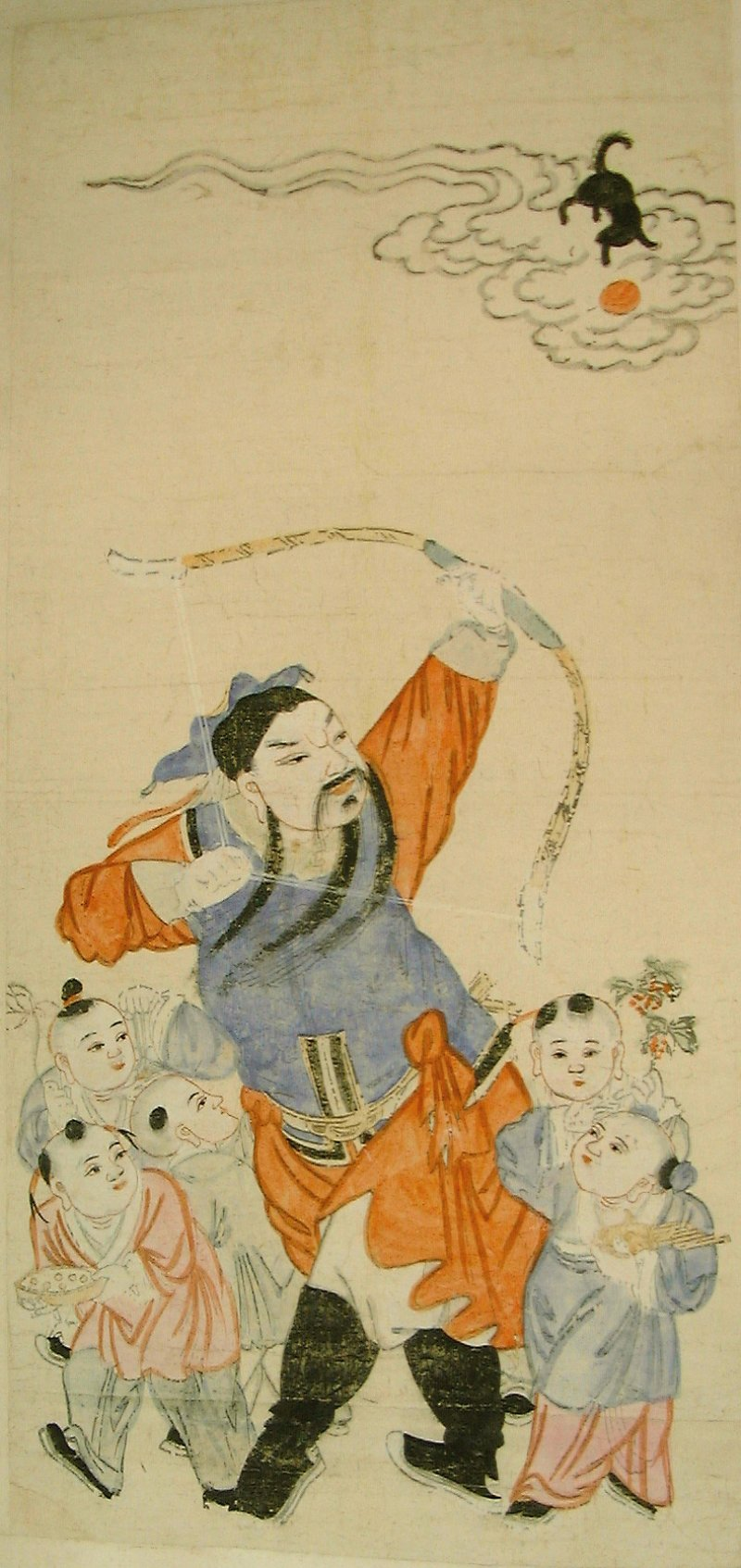
送子张仙用弓箭射天狗

天狗是中国民間传说中的一種動物。最早記載於《山海经·西山經》，据文中所述，天狗是种像狸而頭部白色的动物，並是御凶的吉兽，
可能是某种古代哺乳類动物，是真实存在过的。但后来据《史記·天官》则演变成描述天狗为类似狗，且看起来像火光，会叫声音。用来形容彗星和流星，古人将天空奔星视为大不吉，所以天狗也变成了凶星的称谓。

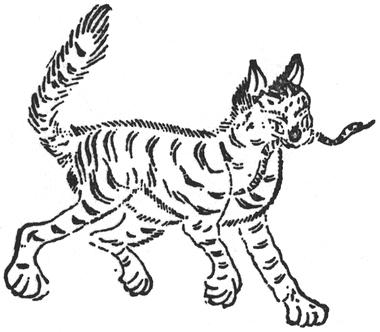
『山海经』的「天狗」

## 天狗食日
古代中國人認為日食现象是“天狗吃日”造成。該現象出現時，人们会敲锣打鼓放鞭炮来嚇走天狗。
傳說后羿為民除害射落了九個太陽，王母娘娘為了獎賞他，便送了他靈藥，但後被嫦娥偷吃了，獨自升天，門外后羿的獵犬黑耳眼見此，就吠叫著撲進屋內，把剩下的靈藥舔盡，然後也跟著朝天上的嫦娥追去。嫦娥聽見黑耳的吠聲，慌忙闖進月亮裏。而黑耳毛髮直豎，身體不斷變大，一下子撲上去，把嫦娥連月亮吞下。
當時玉帝及王母娘娘得知月亮被一條黑狗吞吃了，便下令天兵天將去捉拿，當黑狗捉來後，王母娘娘認出牠是后羿的獵犬，便封牠為天狗，讓牠守護南天門。黑耳受到恩封，便吐出了月亮和嫦娥，而嫦娥自此居於月亮上。
张仙射天狗的故事是，天狗阻挡了天上的星宿下凡投胎，张仙把天狗打跑这样人们可以顺利得到孩子，因此张仙也得到送子张仙之称。

## 天狗食月
科學尚未出現的古代，東亞地區出現了月食為「天狗蝕月」的說法。如明朝刘炳的〈承承堂為洪善初題〉前頭為：「天狗蝕月歲靖康，血戰于野龍玄黄。」、李氏朝鮮黄玹〈李忠武公龜船歌〉：「天狗蝕月滄溟竭，罡風萬里扶桑折。」
韓國人在大滿月這天不會餵狗，因傳說狗和圓月相剋。緬甸傳說天狗之所以吞月，因為月亮偷竊主人起死回生为人治病的魔杵。
中國古代亦將天狗當作月中凶神的名稱。古籍《協紀辨方》卷四引《樞要曆》：「天狗者，月中凶神也。其日忌禱祀鬼神，祈求福願。」，同書又引《曆例》：「天狗者，常居月建前二辰。」

## 相关
民間也有稱為「蟾蜍食月」。《史记》:“月为刑而相佐, 见食于蝦蟆（蛤蟆）。”
- 《淮南子》：“月照天下, 蚀于詹诸（与蟾蜍通假）。”
- 《淮南子》：“日中有罼鸟，而月中有蟾蜍。日月失其行，薄蚀无光。”
- 李白：“蟾蜍蚀圆影, 大明夜已残。羿昔落九鸟, 天人清且安。阴精此沦惑, 去去不足观。”
- 唐朝 卢仝/玉川子《月蚀》，“以蚀者月中虾蟆也。”“传闻古老说，蚀月蛤蟆精”